# جوني يونغ (مغني)
جوني يونغ (بالإنجليزية: Johnny Young)‏ هو مقدم برامج إذاعية ومغني ومقدم تلفزيوني وكاتب أغاني أسترالي، ولد في 12 مارس 1947 في روتردام في هولندا.

## وصلات خارجية
- جوني يونغ على موقع IMDb (الإنجليزية)
- جوني يونغ على موقع ميوزك برينز (الإنجليزية)
- جوني يونغ على موقع ميوزك برينز (الإنجليزية)
- جوني يونغ على موقع ديسكوغز (الإنجليزية)